# 녹색아나키즘

흑녹기는 녹색 아나키즘을 상징한다

녹색 아나키즘(Green anarchism) 또는 생태아나키즘(eco-anarchism)은 아나키즘의 학파 중 하나로, 주로 환경 문제를 중점을 두고 있다. 녹색 아나키스트들의 이론은 단순한 아나키즘 이론에서 인간과 인간 간의 상호작용의 대한 검토와 더불어 , 또한 이들의 이론은 인간과 인간을 제외한 것들 사이의 상호작용도 이들의 이론에 포함하고 있다. 이들의 이론은 단순히 인간 해방에만 초점을 두지 않았다는 이유로 아나키즘 학파 중 가장 급진적인 학파로 불리며, 이는 아나키즘 학파 뿐 아니라 녹색 해방 운동 사이에서도 마찬가지로 급진적이라고 평가된다. 이들 학파는 자연환경을 유지할 수 있는 아나코 사회에 초점을 두고 있다.

## 같이 보기
- 생태사회주의
- 의도적 공동체
- 좌파 자유지상주의
- 퍼머컬처